# 阿斯佩格
阿斯佩格（德語：Asperg，發音：[ˈaspɛʁk] ⓘ）是德国巴登-符腾堡州斯图加特行政区路德维希堡县的城市，面积5.8平方千米，2023年12月31日人口为13,836人。